# Collaroy Plateau, New South Wales
Collaroy Plateau este o suburbie în Sydney, Australia.